# Stutz Bearcat
 (décembre 2012).
Si vous disposez d'ouvrages ou d'articles de référence ou si vous connaissez des sites web de qualité traitant du thème abordé ici, merci de compléter l'article en donnant les références utiles à sa vérifiabilité et en les liant à la section « Notes et références ».

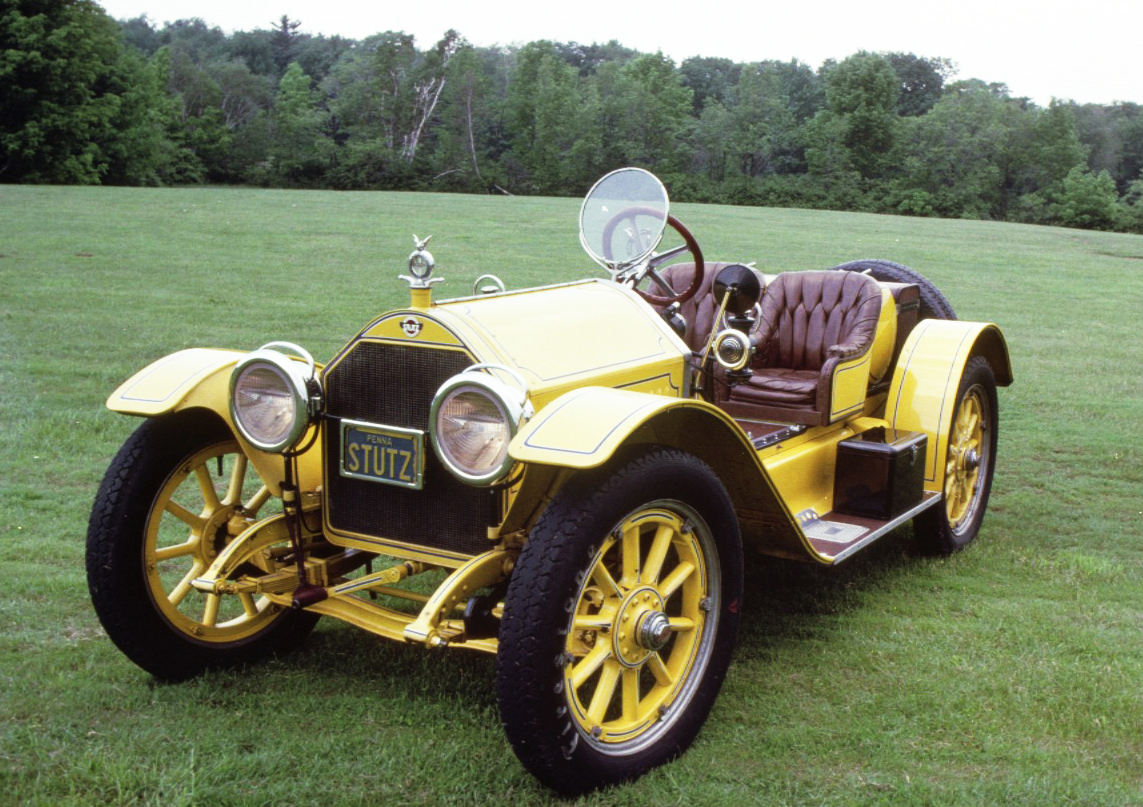
Stutz Bearcat

La Bearcat, produite de 1914 à 1917, est le premier modèle de la marque automobile américaine Stutz Motor Company. La Bearcat ne se préoccupait pas du confort. On pouvait voir qu'elle était sportive très facilement. Elle n'avait même pas de freins avant. Elle était cependant dotée de freins à tambour à l'arrière. Elle atteignait une vitesse de pointe de 129 km/h pour 61 ch.

## Sources
- (no date) Stutz. Available at: http://www.lov2xlr8.no/brochures/stutz/1.html (Accessed: January 22, 2023).
- 1923 Stutz Bearcat Roadster (no date) The Henry Ford. Available at: https://www.thehenryford.org/artifact/67472/#slide=gs-203627 (Accessed: January 22, 2023).